# Prêmio Globo de Melhores do Ano de música do ano
O Prêmio Globo de Melhores do Ano para Música do Ano é um prêmio anual entregue pela TV Globo a canção que mais se destacou no ano. Entre 1995 e 2019, a premiação foi apresentada pelo apresentador Faustão durante o Domingão do Faustão, passando a ser realizada a partir de 2021 pelo Domingão com Huck sob a apresentação do apresentador Luciano Huck.

## Vencedores e indicados
|  | Indica a canção vencedora |

### Década de 1990
Fonte: 
| Ano                 | Canção                         | Intérprete                     | Compositor(es)                 |
| ------------------- | ------------------------------ | ------------------------------ | ------------------------------ |
| 1995                |                                |                                |                                |
| "Mulheres"          | Martinho da Vila               | Toninho Geraes                 |                                |
| 1996                |                                |                                |                                |
| "À Primeira Vista"  | Daniela Mercury                | Chico César                    |                                |
| 1997                | A premiação não foi realizada. | A premiação não foi realizada. | A premiação não foi realizada. |
| 1998                |                                |                                |                                |
| "Resposta ao Tempo" | Nana Caymmi                    | Aldir Blanc Cristóvão Bastos   |                                |
| 1999                |                                |                                |                                |
| "Sozinho"           | Caetano Veloso                 | Peninha                        |                                |

### Década de 2000
Fonte: 
| Ano                     | Canção           | Intérprete                                  | Compositor(es) |
| ----------------------- | ---------------- | ------------------------------------------- | -------------- |
| 2000                    |                  |                                             |                |
| "Como Vai Você"         | Daniela Mercury  | Antonio Marcos Mario Marcos                 |                |
| 2001                    |                  |                                             |                |
| "Quem de Nós Dois"      | Ana Carolina     | Ana Carolina Dudu Falcão Massimo Luca       |                |
| 2002                    |                  |                                             |                |
| "Festa"                 | Ivete Sangalo    | Anderson Cunha                              |                |
| 2003                    |                  |                                             |                |
| "Tô Nem Aí"             | Luka             | Lara Fontenele Luka Latino Alessandro Tausz |                |
| 2004                    |                  |                                             |                |
| "Sorte Grande"          | Ivete Sangalo    | Lourenço Olegário                           |                |
| 2005                    |                  |                                             |                |
| "Você Sempre Será"      | Marjorie Estiano | Alexandre Castilho Victor Pozas             |                |
| 2006                    |                  |                                             |                |
| "Quando a Chuva Passar" | Ivete Sangalo    | Ramón Cruz                                  |                |
| 2007                    |                  |                                             |                |
| "Razões e Emoções"      | NX Zero          | Di Ferrero Gee Rocha                        |                |
| "Boa Sorte"             | Vanessa da Mata  | Vanessa da Mata Ben Harper                  |                |
| "Deixo"                 | Ivete Sangalo    | Jorge Papapa Sérgio Passos                  |                |
| 2008                    |                  |                                             |                |
| "Tem Que Ser Você"      | Victor & Leo     | Victor Chaves                               |                |
| "Amado"                 | Vanessa da Mata  | Vanessa da Mata Marcelo Jeneci              |                |
| "Esnoba"                | Moinho           | Marcio Mello                                |                |
| 2009                    |                  |                                             |                |
| "Você Não Vale Nada"    | Calcinha Preta   | Dorgival Dantas                             |                |
| "Borboletas"            | Victor & Leo     | Victor Chaves                               |                |
| "Shimbalaiê"            | Maria Gadú       | Maria Gadú                                  |                |

### Década de 2010
Fonte: 
| Ano                        | Canção                            | Intérprete                                                 | Compositor(es) |
| -------------------------- | --------------------------------- | ---------------------------------------------------------- | -------------- |
| 2010                       |                                   |                                                            |                |
| "Meteoro"                  | Luan Santana                      | Sorocaba                                                   |                |
| "Aquilo Que Dá no Coração" | Lenine                            | Lenine                                                     |                |
| "Rebolation"               | Parangolé                         | Leo Santana Adriano Nenél                                  |                |
| 2011                       |                                   |                                                            |                |
| "Ai Se Eu Te Pego"         | Michel Teló                       | António Diggs Sharon Acioly Karine Vinagre Amanda Cruz     |                |
| "Balada"                   | Gusttavo Lima                     | Cassio Sampaio                                             |                |
| "Pra Você"                 | Paula Fernandes                   | Paula Fernandes Zezé Di Camargo                            |                |
| 2012                       |                                   |                                                            |                |
| "Camaro Amarelo"           | Munhoz & Mariano                  | Bruno Caliman Márcia Araújo Marco Aurélio                  |                |
| "Amor de Chocolate"        | Naldo Benny                       | Afrojack Naldo Benny                                       |                |
| "Assim Você Mata o Papai"  | Sorriso Maroto                    | Nicco Andrade                                              |                |
| 2013                       |                                   |                                                            |                |
| "Show das Poderosas"       | Anitta                            | Anitta                                                     |                |
| "Piradinha"                | Gabriel Valim                     | Gabriel Valim Alex Ferrari                                 |                |
| "Tudo Que Você Quiser"     | Luan Santana                      | Felipe Oliver Matheus Aleixo                               |                |
| 2014                       |                                   |                                                            |                |
| "Diz pra Mim"              | Malta                             | Bruno Boncini                                              |                |
| "Domingo de Manhã"         | Marcos & Belutti                  | Bruno Caliman                                              |                |
| "País do Futebol"          | MC Guimê e Emicida                | MC Guimê e Emicida                                         |                |
| 2015                       |                                   |                                                            |                |
| "Hoje"                     | Ludmilla                          | Jefferson Junior Umberto Tavares                           |                |
| "A Noite"                  | Tiê                               | Tiê André Whoong Rita Wainer                               |                |
| "Escreve Aí"               | Luan Santana                      | Bruno Caliman Douglas Cezar Dudu Borges Luan Santana       |                |
| 2016                       |                                   |                                                            |                |
| "Eu, Você, o Mar e Ela"    | Luan Santana                      | Douglas Cezar Dudu Borges Luan Santana                     |                |
| "50 Reais"                 | Naiara Azevedo e Maiara & Maraisa | Alex Torricelli Bruno Mandioca Naiara Azevedo Waléria Leão |                |
| "Amei Te Ver"              | Tiago Iorc                        | Tiago Iorc                                                 |                |
| 2017                       |                                   |                                                            |                |
| "K.O."                     | Pabllo Vittar                     | Maffalda Pablo Bispo Rodrigo Gorky                         |                |
| "Paradinha"                | Anitta                            | Anitta Jefferson Junior Umberto Tavares                    |                |
| "Trem Bala"                | Ana Vilela                        | Ana Vilela                                                 |                |
| 2018                       |                                   |                                                            |                |
| "Largado às Traças"        | Zé Neto & Cristiano               | André Vox Philipe Pancadinha Victor Hugo                   |                |
| "Meu Abrigo"               | Melim                             | Gabriela Rodrigo Melim                                     |                |
| "O Sol"                    | Vitor Kley                        | Vitor Kley                                                 |                |
| 2019                       |                                   |                                                            |                |
| "Atrasadinha"              | Felipe Araújo e Ferrugem          | Diego Barão Léo Brandão Wynnie Nogueira                    |                |
| "Dona de Mim"              | Iza                               | Arthur Marques                                             |                |
| "Jenifer"                  | Gabriel Diniz                     | Allef Rodrigues Fred Wilian João Palá Junior Avelar        |                |

### Década de 2020
Fonte: 
| Ano                    | Canção                    | Intérprete                                         | Compositor(es)                                           |
| ---------------------- | ------------------------- | -------------------------------------------------- | -------------------------------------------------------- |
| 2020                   | Não houve premiação.      | Não houve premiação.                               | Não houve premiação.                                     |
| 2021                   | "Batom de Cereja"         | Israel & Rodolffo                                  | Elcio Di Carvalho KitoLeo Soares Lucas Papada            |
| 2021                   | "Recairei"                | Os Barões da Pisadinha                             | Jimmy Luzzo Lucianno Lima Shylton Fernandes Thiago Rossi |
| 2021                   | "Baby Me Atende"          | Matheus Fernandes e Dilsinho                       | Fernandes Igor Costa Júnior Angelim Rodrigo Reys         |
| 2022                   |                           |                                                    |                                                          |
| "Dengo"                | João Gomes                | Daniel Mendes Diggo                                |                                                          |
| "Maldivas"             | Ludmilla                  | Ludmilla                                           |                                                          |
| "Vermelho"             | Gloria Groove             | Groove MC Daleste Pablo Bispo Ruxell               |                                                          |
| 2023                   |                           |                                                    |                                                          |
| "Erro Gostoso"         | Simone Mendes             | Edson Garcia Filipe Martins Lucas Souza            |                                                          |
| "Tá OK"                | Kevin o Chris e Dennis DJ | Kevin o Chris e Dennis DJ                          |                                                          |
| "Zona de Perigo"       | Leo Santana               | Adriel Max Fella Brown Rafa Chagas                 |                                                          |
| 2024                   |                           |                                                    |                                                          |
| "Dois Tristes"         | Simone Mendes             | De Ângelo Diego Silveira Junior Pepato Rafa Borges |                                                          |
| "Macetando"            | Ivete Sangalo e Ludmilla  | Sangalo Luciano Chaves Samir Trindade              |                                                          |
| "Nosso Primeiro Beijo" | Gloria Groove             | Groove Brunno Lins Laryssa Goulart Rodrigo Machado |                                                          |